# Победоносцев, Анатолий Иванович
Анатолий Иванович Победоносцев (род. 26 декабря 1925, Тверская область) — советский хозяйственный, государственный и политический деятель.

## Биография
Родился в 1925 году в Тверской области. Член КПСС.
С 1942 года — на хозяйственной, общественной и политической работе. В 1942—1987 гг. — инженерный и руководящий работник Октябрьской железной дороги, ответработник треста «Кировсктрансстрой», 2-й, 1-й секретарь Кандалакшского горкома КПСС, второй секретарь Мурманского обкома КПСС.
С 19 июля 1971 по 16 августа 1971 года исполнял обязанности первого секретаря Мурманского обкома КПСС.
Избирался депутатом Верховного Совета РСФСР 11-го созыва. Делегат XXIII, XXV, XXVI и XXVII съездов КПСС.
С 1987 года на пенсии. Проживал в Санкт-Петербурге по состоянию на 2004 год.